# Godfond
GodFond i Sverige AB är ett svenskt fondbolag. Företaget erbjuder sparande i aktiefonden GodFond Sverige & Världen.
GodFond ägs av den svenska stiftelsen GoodCause, som har till syfte att starta och driva bolag vars avkastning går till välgörande ändamål.

## Historia
GodFond grundades 2009. Sedan starten har GodFond genererat 7,8 miljoner kronor till välgörenhet.
2014 överläts förvaltningen av GodFond Sverige & Världen till SPP Fonder.

## GodFond Sverige & Världen
GodFond Sverige & Världen är en väldiversifierad och hållbar global aktiefond. Fondens målsättning är att investera i hållbara bolag på den svenska och globala aktiemarknaden inklusive tillväxtmarknader, där exponeringen mot den svenska marknaden normalt är 50%. Fonden följer Storebrandkoncernens standard för hållbara investeringar och avstår dessutom från att investera i bolag vars omsättning till mer än 5 procent kommer från fossila bränslen, vapen, tobak, alkohol, spel, pornografi eller bolag med stora fossilreserver.